# 小行星13691
小行星13691（13691 Akie）是一颗绕太阳运转的小行星，为主小行星带小行星。该小行星于1997年9月30日发现。

## 轨道参数
小行星13691的轨道半长轴为2.5689750 UA，离心率为0.103。